# Bataille du Taro
La bataille du Taro se déroule du 13 au 15 avril 1814 et oppose les troupes françaises aux troupes alliées et voit la victoire de ces dernières.

## Les événements
Après la défaite de Napoléon Ier à la bataille de Leipzig en 1813, les troupes autrichiennes assistées des forces napolitaines de Murat et commandées par le général Nugent avancent depuis Modène et entrent à Parme le 13 février 1814. Les Français du général Pierre Guillaume Gratien se retirent sur Plaisance et reprennent l’initiative. La brigade Starhemberg choisit comme ligne de défense le Taro. Le 2 mars, elle cède et les Français reprennent Parme pour une seule semaine. La coalition reconquiert définitivement la ville, laquelle organise une régence provisoire confiée au marquis Cesare Ventura, au prince Casimiro Meli Lupi di Soragna et au comte Filippo Magawly.
Le 9 mars, le front se stabilise sur le Taro. Nugent dispose d’une division de 6 000 hommes et 14 canons, des 10 000 Napolitains du général Carrascosa (it) et de deux divisions anglaises de 1 700 hommes. Les Français, commandés par Antoine Louis Popon, se trouvent à Borgo San Donnino (actuellement Fidenza) et disposent de 9 800 hommes et 10 canons. La nuit du 12 au 13 avril, les Autrichiens se mettent en marche vers le Taro et engagent une bataille victorieuse en raison de leur supériorité numérique. Les Français se retirent jusqu’au Val de Nure, l’affrontement final à Plaisance est évité en raison de l’abdication de Napoléon.

## Sources
- (it) Cet article est partiellement ou en totalité issu de l’article de Wikipédia en italien intitulé « Ducato di Parma e Piacenza » (voir la liste des auteurs).